# Lista de prefeitos de Amapá do Maranhão
Esta é a lista de prefeitos do município de Amapá do Maranhão, estado brasileiro do Maranhão.
O cargo de prefeito foi criado em 11 de abril de 1835, pela assembleia provincial paulista, em reação aos amplos poderes conferidos pelo Código de Processo Criminal de 1832 às câmaras municipais. Seguiram o exemplo paulista seis províncias do nordeste brasileiro (Alagoas, Ceará, Maranhão, Paraíba, Pernambuco e Sergipe).
Sob a vigente ordem constitucional, essa designação é dada ao funcionário público do Poder Executivo municipal, que exerce seu cargo em função de uma legislatura (mandato), sendo para tanto eleito a cada quatro anos, podendo ser reeleito por mais 4 anos (segundo mandato).
Funções
O poder executivo municipal chefia a administração e comanda os serviços públicos, tendo como comandante o prefeito.
A partir da constituição brasileira de 1934, o cargo de prefeito passou a ser o único, em todo o Brasil, ao qual estão atribuídas as funções de chefe do poder executivo do governo local, em simetria aos chefes dos executivos da União e do estado, portanto, em forma monocrática. Este texto quer dizer que deverá haver harmonia e integração de ação entre as esferas envolvidas sem a intervenção de uma na outra, exceto nos casos previstos na Constituição Federal.
Eleições
O prefeito é eleito por sufrágio universal, secreto, direto, em pleito simultâneo em todo o País, realizado a cada quatro anos, no primeiro domingo de outubro.
E trinta dias após tem lugar o segundo turno, se o eleito em primeiro lugar não atingir 50% dos votos válidos mais um voto, no caso de municípios com mais de duzentos mil eleitores.
Conforme a legislação eleitoral atual no Brasil para tornar-se elegível, exige-se uma série de requisitos;
- Possuir nacionalidade brasileira ou portuguesa (neste caso, o cidadão português deve se encontrar amparado pelo Estatuto de Igualdade entre Portugueses e Brasileiros),
- Título de eleitor em dia e estar em gozo pleno do exercício dos direitos políticos,
- Domicilio eleitoral na circunscrição na qual o candidato se apresenta,
- Filiação partidária,
- Ser alfabetizado (tópico invalidado pela atual constituição brasileira de 1988),
- Desincompatibilização de cargo público — Se ocupa um cargo público deve sair seis meses antes das eleições e voltar caso possa só após seis meses ao pleito eleitoral,
- Renúncia de outro mandado até seis meses antes do pleito e não ser parente afim ou consangüíneo, até segundo grau, ou cônjuge de titular de cargo eletivo; pode, entretanto, ser candidato à reeleição (artigo 14 da Constituição),
- Ter idade mínima de 21 anos.

Compreende todas as pessoas que tomaram posse definitiva da chefia do executivo municipal em Amapá do Maranhão e exerceram o cargo como prefeitos titulares, além de prefeitos eleitos cuja posse foi em algum momento prevista pela legislação vigente. Milton da Silva Lemos foi quem permaneceu na chefia da prefeitura por mais tempo, em um total de 8 anos ao longo de dois mandatos consecutivos. A atual ocupante do cargo é Nelene da Costa Gomes, do Partido Democrático Trabalhista (PDT), eleita em 15 de novembro nas eleições municipais de 2020.

## Lista de prefeitos (1997 – atual)
Partido da Social Democracia Brasileira
      Movimento Democrático Brasileiro
      Partido Democrático Trabalhista
      Partido Republicano Brasileiro
| Nº | Prefeito(a)           | Prefeito(a)                                                               | Retrato                             | Partido Político                                 | Início do mandato                       | Fim do mandato                          | Observações                           |
| 1  |                       | Aveny Andrade Pacheco (Paulo Ramos, 02.06.1964–)                          |                                     | Partido da Social Democracia Brasileira PSDB     | 1° de janeiro de 1997                   | 31 de dezembro de 2000                  | Prefeito eleito em sufrágio universal |
| 1  | 1° de janeiro de 2001 | Aveny Andrade Pacheco (Paulo Ramos, 02.06.1964–)                          | 31 de dezembro de 2004              | Partido da Social Democracia Brasileira PSDB     | Prefeito reeleito em sufrágio universal |                                         |                                       |
| 2  |                       | Milton da Silva Lemos (Vitorino Freire, 09.04.1974– São Luís, 11.03.2023) |                                     | Partido do Movimento Democrático Brasileiro PMDB | 1° de janeiro de 2005                   | 31 de dezembro de 2008                  | Prefeito eleito em sufrágio universal |
| 2  |                       | Milton da Silva Lemos (Vitorino Freire, 09.04.1974– São Luís, 11.03.2023) | Partido Democrático Trabalhista PDT | 1° de janeiro de 2008                            | 31 de dezembro de 2012                  | Prefeito reeleito em sufrágio universal |                                       |
| 3  |                       | Juvencharles Lemos Alves, Charles Lemos (Santa Inês, 04.09.1986–)         |                                     | Partido Republicano Brasileiro PRB               | 1° de janeiro de 2013                   | 31 de dezembro de 2016                  | Prefeito eleito em sufrágio universal |
| 4  |                       | Tatiane Maia de Oliveira, Tate do Ademar (Luís Domingues, 01.05.1980–)    |                                     | Partido da Social Democracia Brasileira PSDB     | 1° de janeiro de 2017                   | 31 de dezembro de 2020                  | Prefeito eleito em sufrágio universal |
| 5  |                       | Nelene da Costa Gomes (Coelho Neto, 13.11.1977–)                          |                                     | Partido Democrático Trabalhista PDT              | 1° de janeiro de 2021                   | 31 de dezembro de 2024                  | Prefeito eleita em sufrágio universal |
| 5  | Partido Liberal PL    | Nelene da Costa Gomes (Coelho Neto, 13.11.1977–)                          | 1° de janeiro de 2025               | Atualidade                                       | Prefeito reeleita em sufrágio universal |                                         |                                       |